# 1897 Hind
1897 Hind (1971 UE1) là một tiểu hành tinh vành đai chính được phát hiện ngày 16 tháng 10 năm 1971 bởi Kohoutek, L. ở Bergedorf.